# Динамо (Геймфельд)
ФК «Дина́мо Геймфельд 05» (нім. FC Dynamo Heimfeld 05) — німецький футбольний клуб з міста Гамбург, заснований у 2005 році. Виступає у Реґіональ-лізі. Домашні матчі приймає на стадіоні «Спортплац Альтер Поствеґ».